# Boccardia androgyna
Boccardia androgyna är en ringmaskart som beskrevs av Read 1975. Boccardia androgyna ingår i släktet Boccardia och familjen Spionidae.
Artens utbredningsområde är havet kring Nya Zeeland. Inga underarter finns listade i Catalogue of Life.